# Simfonia Faust
Una simfonia de Faust amb imatges de tres personatges (alemany: Eine Faust-Symphonie in drei Charakterbildern), S.108, o simplement la Simfonia Faust, és una simfonia coral escrita pel compositor hongarès Franz Liszt inspirada en el drama Faust de Johann Wolfgang von Goethe. La simfonia es va estrenar a Weimar el 5 de setembre de 1857, amb motiu de la inauguració del Monument a Goethe-Schiller.

## Estructura
La primera pista sobre l'estructura de l'obra es troba en el títol de Liszt: «Una simfonia Faust en tres esbossos de personatge segons Goethe: (1) Faust, (2) Gretchen, (3) Mefistòfil.» Liszt no intenta narrar la història del drama de Goethe. Més aviat, crea retrats musicals dels tres protagonistes principals. D'aquesta manera, tot i que aquesta simfonia és una obra de diversos moviments i utilitza un cor masculí en els seus moments finals, Liszt adopta la mateixa posició estètica que en els seus poemes simfònics. L'obra té una durada aproximada de setanta-cinc minuts.

### Faust

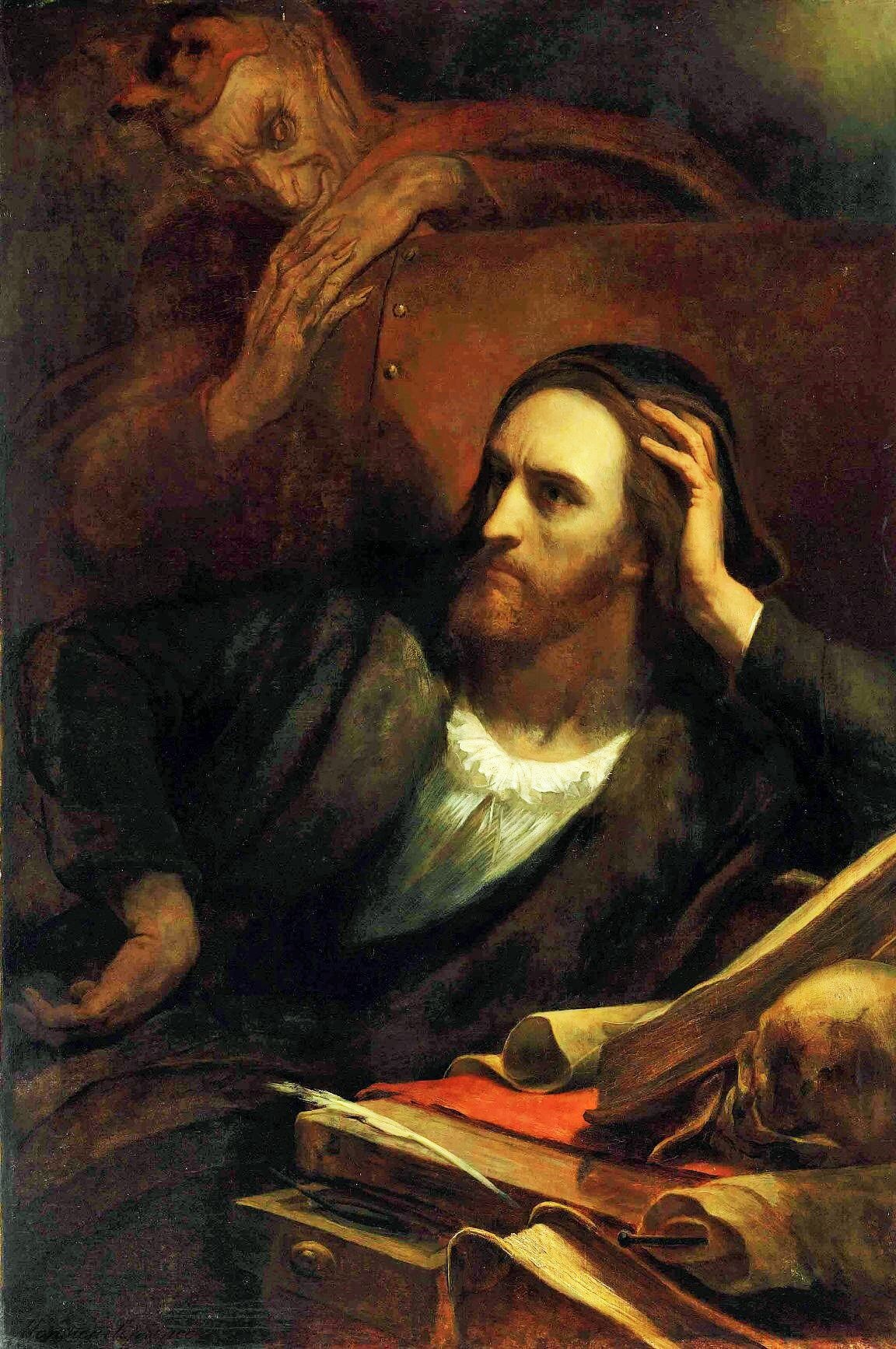
Faust i Mefistòfil (1848) d'⁣Ary Scheffer

Aquest moviment de grans dimensions (que sol durar uns 30 minuts) és una forma sonata molt lliure, amb un breu desenvolupament central i una recapitulació allargada. Es podria dir que aquest moviment representa la síntesi mateixa de tota la simfonia, ja que molts dels seus temes i motius apareixen al llarg de la partitura sota diverses formes, un procés de transformació temàtica que Liszt va dominar al més alt nivell durant els seus anys a Weimar. La tonalitat bàsica de la simfonia (do menor) ja està força borrosa pel tema inicial compost per tríades augmentades i que conté les dotze notes de l'escala cromàtica consecutivament (aquest és el primer ús publicat d'una fila dodecafònica, a part d'una escala cromàtica simple, en qualsevol música). Aquest tema evoca el lúgubre Faust, un somiador, en una recerca eterna de la veritat i el coneixement. A continuació segueix el tema anomenat «Nostàlgia», introduït per l'⁣oboè. Al final d'un lent crescendo, apareix un tema violent, un Allegro agitato ed appassionato, que representa la gana insaciable de Faust pels plaers de la vida; aquest tema estableix un do menor tendre amenaçat de col·lapsar sota el pes d'elements altament cromàtics. Una melodia de l'oboè i el clarinet representa les "delícies doloroses" de l'heroi. L'últim tema és pentatònic i decidit. A partir de tots aquests elements, Liszt teixeix una estructura musical de poder i grandesa, en la qual alguns crítics reconeixen l'autoretrat del compositor.

### Gretchen

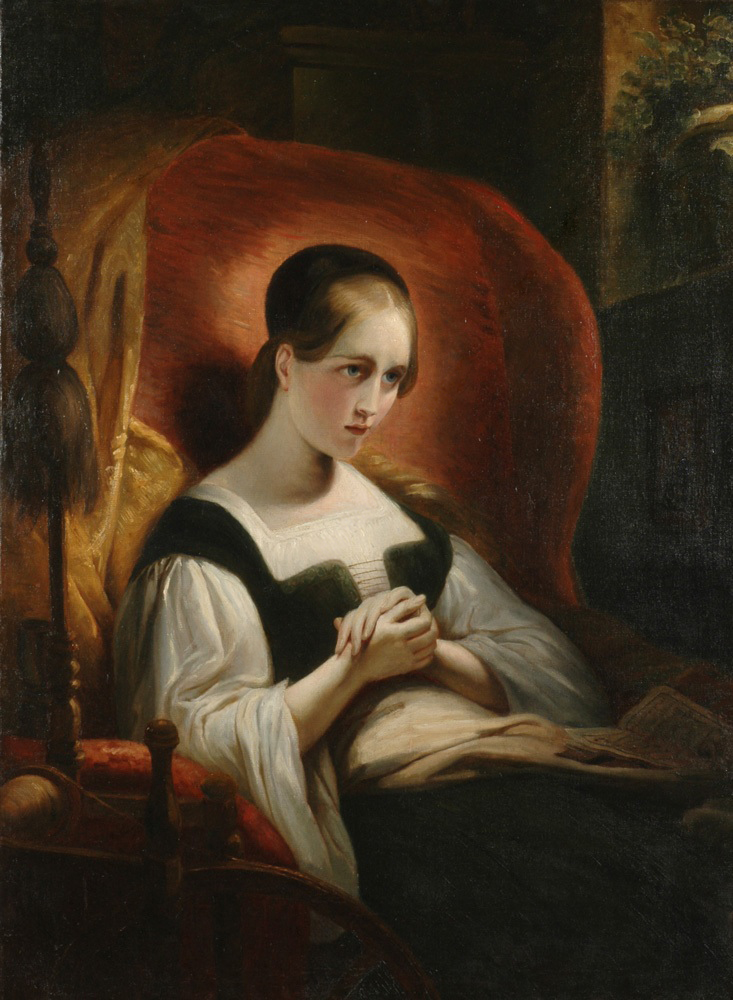
Margarida (Gretchen) a la filosa (c. 1840-50) per Ary Scheffer

Aquest moviment lent és en la tonalitat de la ♭ major. Després de la introducció de les flautes i els clarinets, ens ofereix la melodia pura de l'oboè figurada per les tendres decoracions de la viola, que expressa la innocència virginal de Gretchen. Un diàleg entre clarinet i violins la descriu arrencant ingènuament els pètals d'una flor, en un joc de "m'estima, no m'estima". Està obsessionada amb Faust, i per tant podem sentir els temes de Faust introduint-se progressivament a la música, fins que els temes d'ell i de Gretchen formen un duet d'amor apassionat. Això porta el segon moviment a una recapitulació pacífica i breu.
Una interpretació alternativa del moviment de Gretchen és que, com escriu Lawrence Kramer, "El que hem estat anomenant música de Gretchen és en realitat de Faust". Tot el moviment dedicat a Gretchen es pot interpretar com una representació d’ella des de la perspectiva de Faust. En conseqüència, l’oient en realitat aprèn més sobre Faust que no pas sobre Gretchen. En el drama de Goethe, ella és una heroïna complexa. A la simfonia de Liszt, és innocent i unidimensional —una simplificació que, probablement, només pot existir dins la imaginació de Faust. L’oient pren consciència d’aquesta disfressa quan la màscara de “Gretchen” que porta Faust cau, amb l’aparició dels temes faustians entre els compassos 44 i 51 i del compàs 111 fins al final del moviment.

### Mefistòfil

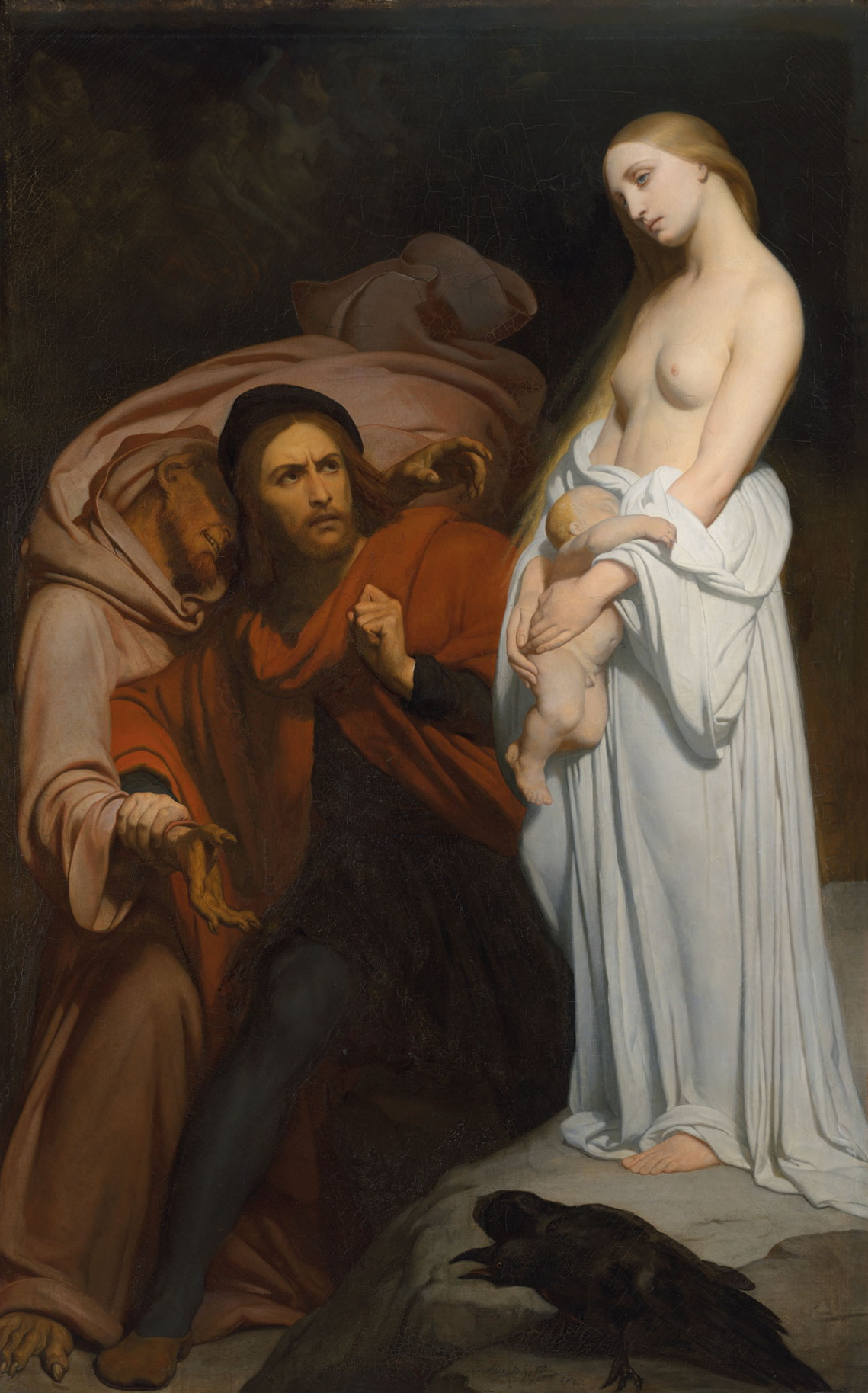
Faust a la nit de Walpurgis (c. 1840-50) d'Ary Scheffer

Alguns crítics suggereixen que, igual que Gretchen, Mefistòfil també es pot entendre com una abstracció—en aquest cas, una de les facetes destructives del caràcter de Faust, amb Faust burlant-se de la seva pròpia humanitat adoptant el paper de Mefistòfil. Independentment de la interpretació que triï l’oient, com que Mefistòfil —Satanàs, l’Esperit de la Negació— no és capaç de crear els seus propis temes, pren tots els temes de Faust del primer moviment i els mutila fins a convertir-los en distorsions iròniques i diabòliques. Aquí és on la mestria de Liszt en la metamorfosi temàtica es manifesta amb tota la seva força; per això podem entendre aquest moviment com una recapitulació modificada del primer. La música es porta fins al límit de l'atonalitat mitjançant l'ús d'un cromatisme elevat, salts rítmics i fantàstiques seccions tipus scherzo. Una versió modificada del segon i tercer temes de Faust crea aleshores una fuga infernal. Mefistòfil, però, es queda impotent davant la innocència de Gretchen, de manera que el seu tema roman intacte. Fins i tot allunya l'Esperit de Negació cap al final de l'obra.

### Text del final revisat
És en aquest punt on les dues versions de la Simfonia Faust mereixen interpretacions diferents. La versió original de Liszt de 1854 concloïa amb una última referència fugaç a Gretchen i una peroració optimista en do major, basada en el tema més majestuós del primer moviment. Alguns crítics suggereixen que aquest final es manté dins la persona de Faust i la seva imaginació. Quan Liszt va repensar l’obra tres anys més tard, hi va afegir un chorus mysticus, tranquil i positiu. El cor masculí canta les paraules del Faust de Goethe:
El tenor solista s'eleva llavors per sobre del murmuri del cor i comença a cantar les dues últimes línies del text, emfatitzant el poder de la salvació a través de l'⁣etern femení. La simfonia acaba amb un gloriós esclat del cor i l'orquestra, ajudats per acords sostinguts de l'orgue. Amb aquesta associació directa amb l'escena final del drama de Goethe, escapem de les imaginacions de Faust i sentim una altra veu que comenta el seu esforç i redempció. El text del cor també és el final de la vuitena simfonia de Gustav Mahler.

## Instrumentació
L'obra està composta per a un complement orquestral de piccolo, dues flautes, dos oboès, dos clarinets, dos fagots, quatre trompes, tres trompetes, tres trombons, tuba, timbales, címbals, triangle, orgue, arpa i cordes. En el moviment final també s'empra un tenor solista i un cor masculí TTB (dues parts de tenor i una part de baix individual).

## Visió general

### Composició

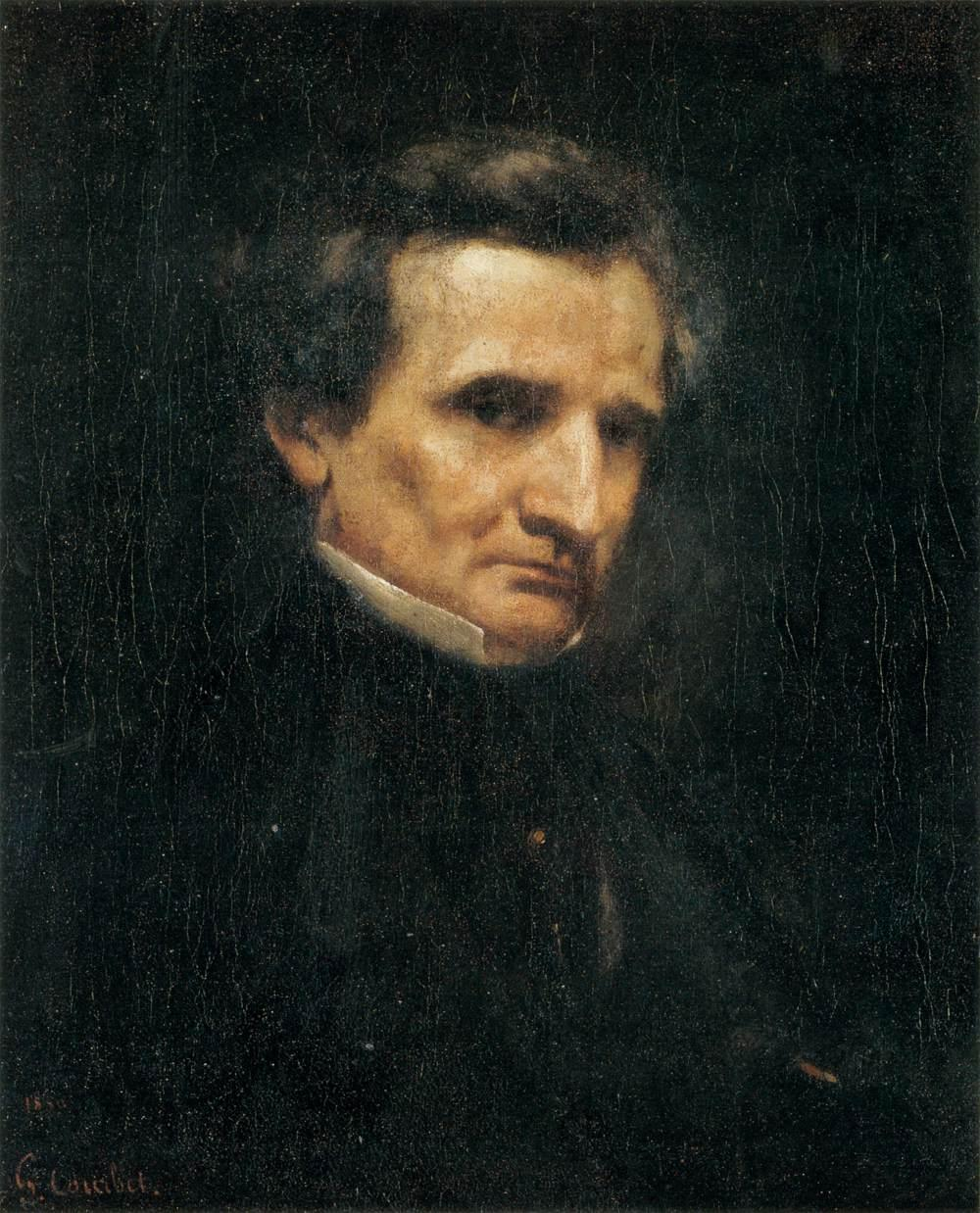
Retrat d'Héctor Berlioz (1850) de Gustave Courbet

Héctor Berlioz, que va escriure la seva pròpia versió de Faust i va esdevenir el dedicatari final de la Simfonia Faust de Liszt, va introduir Liszt al Faust de Goethe a la dècada de 1830 a través de la traducció francesa de Gérard de Nerval. Tot i que es conserven esbossos dels anys 1840, ell era reticent a compondre aquesta obra. En una carta, comentava amb ironia: «El pitjor jesuïta m’és més estimat que tot el teu Goethe.» En una carta de 1869, Liszt fa una comparació reveladora entre Faust i Manfred:
En la meva joventut, admirava apassionadament en Manfred i el valorava molt més que no pas en Faust, que, entre tu i jo, malgrat el seu meravellós prestigi poètic, em semblava un personatge decididament burgès. Per això esdevé més variat, més complet, més ric, més comunicatiu... (que en Manfred)... La personalitat de Faust es dispersa i es dissipa; no actua, es deixa arrossegar, vacil·la, experimenta, es perd, reflexiona, regateja i s’interessa pel seu petit benestar. En Manfred, sens dubte, mai no hauria tolerat la mala companyia de Mefistòfil, i si hagués estimat la Margarida, hauria estat capaç de matar-la, però mai d’abandonar-la de manera covarda com ho fa en Faust.
Malgrat l'aparent antipatia de Liszt cap al personatge de Faust, la seva residència a Weimar el va envoltar de Goethe i la llegenda de Faust pràcticament a cada moment. Amb prou feines havia complert el seu primer any com a Kapellmeister quan el Gran Duc Carl Alexander va decretar que la ciutat celebraria el centenari del naixement de Goethe el 28 d'agost de 1849. Durant aquesta celebració, Liszt va dirigir, entre altres coses, fragments de les Escenes del Faust de Goethe per a orquestra i cor de Robert Schumann. Després de la commemoració del centenari, va ajudar a la creació d'una Fundació Goethe; això va culminar amb la publicació del fullet de Liszt De la Fondation-Goethe à Weimar. L'estiu de 1850, el mateix Gérard de Nerval s'hi va allotjar com a convidat de Liszt. Es va parlar molt de Faust i el tema es va estendre a la seva correspondència posterior.
La interpretació de La Damnation de Faust de Berlioz el 1852, dirigida pel compositor, va animar encara més Liszt, tot i que encara va dubtar, i va escriure a la princesa Carolyne von Sayn-Wittgenstein⁣: "Tot el que tingui a veure amb Goethe és perillós per a mi". Tanmateix, el catalitzador final de la simfonia va arribar en un període de dos mesos entre l'agost i l'octubre de 1854. Aquest període va coincidir amb una visita a Weimar de la novel·lista anglesa Mary Ann (Marian) Evans, més coneguda pel seu pseudònim George Eliot. El seu consort, George Henry Lewes, estava recopilant informació per a la seva biografia de Goethe. Durant les visites a la residència de Liszt, els Altenburg, els Lewes i els Eliot van tenir diverses converses amb ell i la princesa Carolyne sobre Goethe i el seu lloc en la literatura alemanya. Un cop Liszt va començar a compondre, l’obra el va consumir completament; va ser escrita en un estat d’inspiració intensa i fervorosa.
La simfonia va ser revisada tres anys després de la seva finalització. Es van afegir parts addicionals per a metalls pesants, així com un Chorus Mysticus al final; en aquest últim, les paraules de Faust Part II són cantades per un cor masculí i un tenor solista amb música del moviment central. Es van fer altres canvis menors, però gran part de la partitura original va romandre sense canvis. El 1880, Liszt va afegir uns deu compassos al segon moviment.

### Historial de representacions

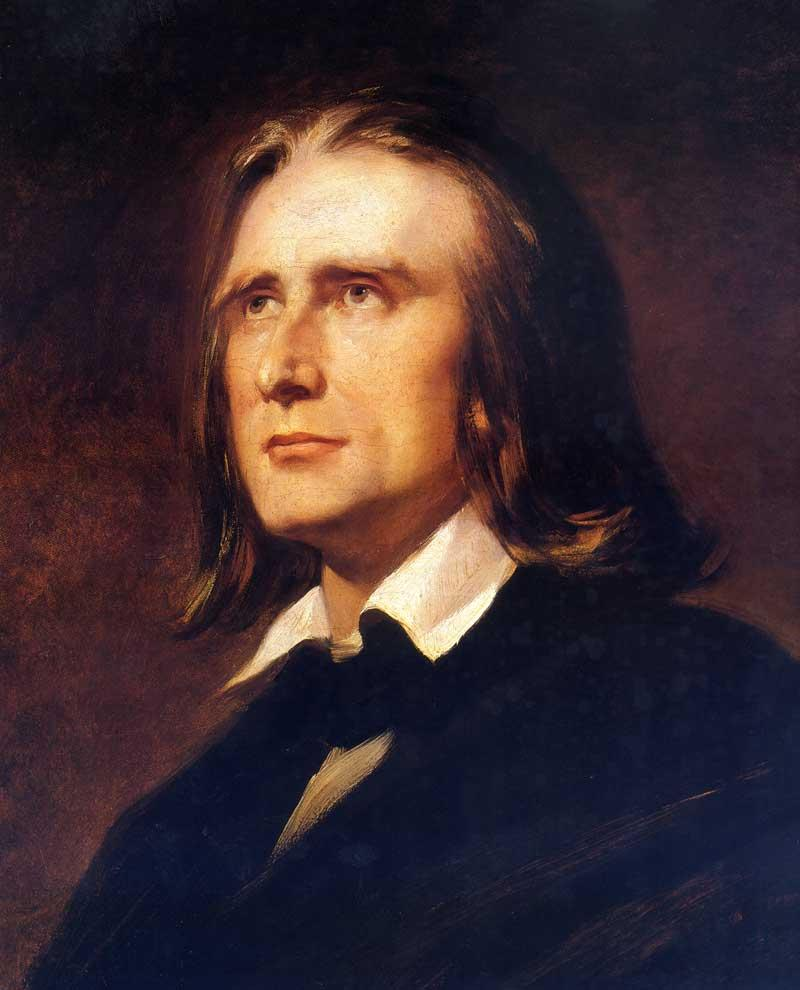
Retrat de Franz Liszt (1856) de Wilhelm von Kaulbach

Després de la seva estrena sota la batuta de Liszt el 1857, la simfonia (en la seva versió revisada amb cor final i tenor solista) va rebre una segona interpretació sota la direcció de Hans von Bülow el 1861, any en què es va publicar la partitura. Richard Wagner va presenciar l’actuació a Weimar: «Bülow, que havia estat escollit per dirigir la Simfonia Faust de Liszt, em va semblar el més esbojarrat de tots. La seva activitat va ser extraordinària. S’havia après tota la partitura de memòria i ens va oferir una interpretació inusualment precisa, intel·ligent i enèrgica, amb una orquestra composta per tot menys per la flor i nata dels intèrprets alemanys.» En anys posteriors, von Bülow va ser molt crític amb l’obra: «He repassat a fons aquella ximpleria! Va ser indescriptiblement dolorós. És pura escombraria, absolutament no-música! No sé què era més gran, el meu horror o el meu fàstic! Només cal dir que, per netejar-me el paladar, vaig agafar <i id="mw-Q">Ivan el Terrible</i> [d'Anton Rubinstein]; em semblava pur Brahms, en comparació! No, Faust és una aberració: deixem de banda el tema d'una vegada per totes.» A partir de llavors, llevat d’una o dues interpretacions esporàdiques, la simfonia va ser pràcticament oblidada durant prop de cinquanta anys. L’interès fou tan escàs que les parts orquestrals no es van publicar fins al 1874. Felix Weingartner va ser el primer intèrpret modern de l'obra (fent una actuació amb la Staatskapelle de Berlín el 1892), però va ser pràcticament l'únic defensor de la partitura fins als temps moderns, quan Thomas Beecham i Leonard Bernstein, entre d'altres, van començar a defensar la peça. Paul Paray també va interpretar la peça amb l'Orquestra Simfònica de Detroit el 1967.